# بوژیدارسکی اشپیچاک
بوژیدارسکی اشپیچاک (به لاتین: Božídarský Špičák) یک کوه در جمهوری چک است که در یاخیموو واقع شده‌است.>